# میر نوروزی
میر نوروزی نوعی نمایش کمدی‌گونهٔ ایرانی که ریشه در آیین‌های کهن داشت و در اولین چهارشنبهٔ هرسال برای شادی همگانی اجرا می‌شد.

میرنوروزی از مراسم وابستهٔ جشن نوروز بود که در ایران مقارن با بهار انجام می‌دادند. در ایران رسم بود در ایام عید نوروز محض تفریح عمومی و مضحکه فردی عامی و از میان مردم را به عنوان پادشاه یا امیر یا حاکمی موقتی به نام میر نوروزی انتخاب می‌کردند و فرمانروایان و حکام محلی، برای یک یا چند روز زمام امور شهری را به عهده‌اش می‌سپردند. در مدت امارت موقتی میر نوروزی ظاهراً عنان اختیار را به دست وی سپرده و اوامر او را رعایت کرده و لازم الاجرا می‌دانسته‌اند. پس از انقضای ایام نوروز پادشاهی او نیز به پایان می‌رسیده‌است. از آغاز تا انجام دوره حکومت سپنجی (حکومت عاریتی) حق هر گونه خندیدن یا تبسم از میر نوروزی سلب می‌شد و وظیفهٔ همگان این بود که در صورت مشاهدهٔ کمترین خنده یا تبسم از میر وی را از مقام خلع کنند. بزرگان شهر نیز امکانات گوناگون و شمشیر و خنجر و و انواع وسایل مورد نیاز را در اختیار وی و یارانش می‌گذارده‌اند و مردم شهر هم دستورهای میر را که بسیاری از آن‌ها در جهت فراهم ساختن شادی و نشاط و سرگرمی عموم و خنداندن طبقات مردم صادر می‌شده، به طیب خاطر اجرا می‌کرده‌اند.
اعضای حکومت سپنجی میر عبارت بوده‌اند از:
- میر یا امیر
- کهن وزیر که مشاور میر بوده و از میان پیرمردان بذله‌گو و نکته‌پرداز انتخاب می‌شده‌است.
- وزیر دست راست که اوامر عادی و معمولی را برعهده داشته‌است.
- وزیر دست چپ که مأمور اجرای دستورهای غیرعادی و مضحک بوده‌است.
- میرزا که سمت منشی‌گری داشته‌است.
- مرد گوپال زیوین که همواره کوپالی سیمین در دست داشته و فرمان‌های میر را به دیگران ابلاغ می‌کرده‌است.
- وشکه‌رن که لباسی از پوست پشمی حیوانات می‌پوشیده و زنگوله‌های متعدد به آن می‌بسته‌است. این شخص با طنزها و شوخی‌های گوناگون موجبات خندهٔ دیگران را فراهم می‌ساخته و جز میر همه را به باد شوخی و مسخره می‌گرفته‌است.
- خدمتگزاران و خنجر زنان که لباس دسته اخیر غالباً سرخ‌رنگ بوده‌است.
- رامشگران و نوازندگان محلی که در دستگاه امیر به نوازندگی و رامشگری می‌پرداخته‌اند.

این رسم هر ساله به صورت نمایشنامهٔ مضحک و نشاط‌انگیزی برگزار می‌شده‌است.
واضح است که جز تفریح و خنده و بازی هیچ منظور دیگری در بین نبوده‌است و احکامی که میرنوروزی صادر می‌کرده، پس از نوروز به حال اول بازگردانده می‌شده‌است. نظیر این جشن در بابل و در بین ملل دیگر نیز مرسوم بود. نشانی از این رسم را در اثر سروانتس به نام دن کیشوت نیز ملاحظه می‌کنیم. قهرمان داستان را که علی‌الظاهر سفیه و ابله است در شهری لباس شاهان می‌پوشانند که چند روزی حکومت کند و مردمان تفریح نمایند. همچنین از شواهد چنین بر می‌آید که انتخاب میر نوروزی نه تنها در نقاط ایرانیان در سرآغاز سال نو مرسوم بوده بلکه پا به پای گسترش آئین نوروزی در قلمرو اسلام که به وسیله ایرانیان انجام می‌گرفته، برگزیدن میر نوروزی در برخی از کشورها از جمله مصر نیز رواج عام یافته بوده‌است.  شکل تکامل‌یافته‌ای آن نمایش عمرکشان بود.